# Gabriele Mulazzi
Gabriele Mulazzi (Turín, Italia, 1 de abril de 2003) es un futbolista italiano que juega de defensa en la Juventus Next Gen de la Serie C.

## Trayectoria

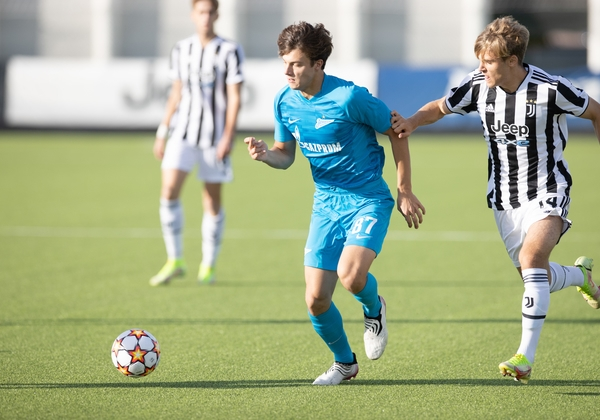
Mulazzi (derecha) en acción con la Juventus sub-19

Comenzó a jugar al fútbol a los cinco años en un club de aficionados situado en el Settimo Torinese. Luego pasó a la formación juvenil del Torino F. C., donde permaneció tres años, cuando pasó a la Juventus. Pasó toda su carrera juvenil en la Juventus, en todas sus canteras. El 23 de septiembre de 2020 firmó su primer contrato con la Juventus de Turín, que expiraría en 2023. El 2 de abril de 2021 fue convocado por primera vez por la Juventus Next Gen junto a su compañero de la selección sub-19 Samuel Iling-Junior para un partido de la Serie C contra el U. S. Alessandria Calcio 1912.
En la temporada 2021-22, que jugó con la sub-19, marcó 7 goles y dio 8 asistencias en todas las competiciones. A pesar de figurar como lateral derecho, jugó 27 de los 36 partidos de la temporada como centrocampista. Ayudó a la selección sub-19 a alcanzar las semifinales de la Liga Juvenil de la UEFA 2021-22, el mejor puesto de su historia en la competición.
Debutó como profesional con la Juventus Next Gen el 3 de septiembre de 2022 en una victoria por 2-0 contra el A. C. Trento 1921.

## Estilo de juego
De niño, era delantero. Actualmente es un lateral que puede jugar como extremo.

## Estadísticas

### Clubes
Actualizado al último partido disputado el 20 de octubre de 2024.
| Club                       | Div.          | Temporada     | Liga  | Liga  | Copas nacionales | Copas nacionales | Copas internacionales | Copas internacionales | Total | Total |
| Club                       | Div.          | Temporada     | Part. | Goles | Part.            | Goles            | Part.                 | Goles                 | Part. | Goles |
| -------------------------- | ------------- | ------------- | ----- | ----- | ---------------- | ---------------- | --------------------- | --------------------- | ----- | ----- |
| Juventus Next Gen · Italia | 3.ª           | 2022-23       | 23    | 0     | 4                | 0                | —                     | —                     | 27    | 0     |
| Juventus Next Gen · Italia | 3.ª           | 2023-24       | 18    | 0     | 1                | 0                | —                     | —                     | 19    | 0     |
| Juventus Next Gen · Italia | 3.ª           | 2024-25       | 4     | 0     | 0                | 0                | —                     | —                     | 4     | 0     |
| Juventus Next Gen · Italia | Total club    | Total club    | 45    | 0     | 5                | 0                | 0                     | 0                     | 50    | 0     |
| Total carrera              | Total carrera | Total carrera | 45    | 0     | 5                | 0                | 0                     | 0                     | 50    | 0     |